# Dinglingers Weinberg

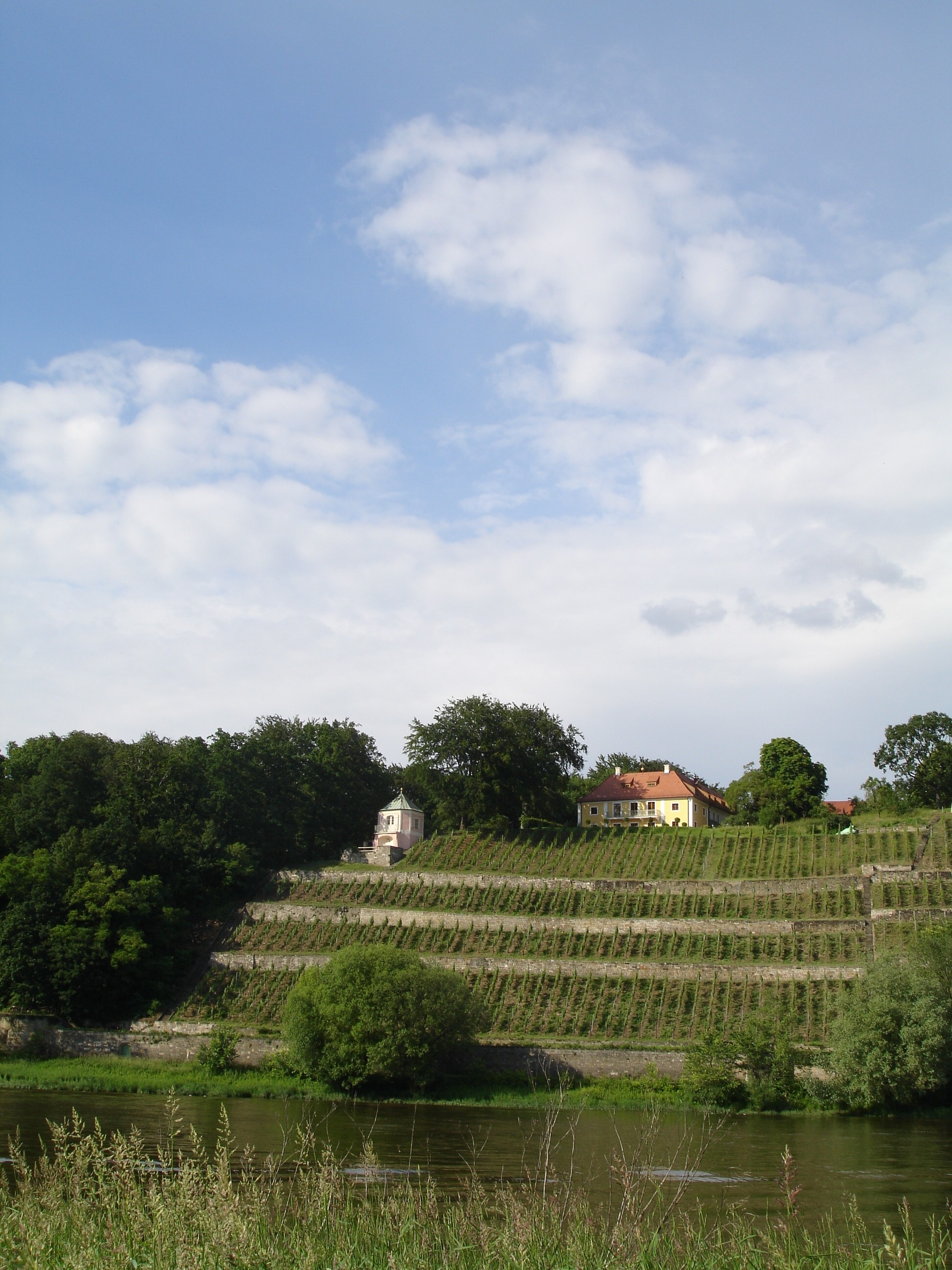
Dinglingers Weinberg mit dem barocken Landhaus und Pavillon

Dinglingers Weinberg ist ein denkmalgeschütztes Weinbergsanwesen in Dresden. Es ist benannt nach seinem früheren Besitzer, Hofjuwelier Johann Melchior Dinglinger (1664–1731), einem der reichsten Bürger Dresdens seiner Zeit.

## Geographie
Der Weinberg befindet sich im Stadtteil Loschwitz, vom Stadtzentrum kommend noch vor der ursprünglichen Ortslage, terrassenförmig am Elbhang. Begrenzt wird er im Westen vom Mordgrund, nordwestlich von diesem stehen die drei Elbschlösser. Östlich des Mordgrundbachs hatte Dinglinger einen Jagdweg zu unterhalten, heute führt dort der Heilstättenweg von der Elbe den Hang hinauf zur Wunderlichstraße, die an der Grundstückseinfahrt in die südöstlich verlaufende Schevenstraße übergeht. Die südliche, elbseitige Grenze bildet der an dieser Stelle nahezu parallel zur Schevenstraße verlaufende Körnerweg.
Im nördlichen Teil des etwa zwei Hektar großen Grundstücks befindet sich das im Winkel gebaute und als Kulturdenkmal geschützte Landhaus (Schevenstraße 59, ehemals Carolastraße 37), südwestlich davon auf vorgeschobener Terrasse ein Pavillon. An der östlichen Grundstücksgrenze befindet sich ein weiterer Pavillon. Beide Pavillons sind ebenfalls als Kulturdenkmale ausgewiesen. Aus dem Areal des Gartendenkmals Dinglingers Weinberg sind die abgetrennten Grundstücke der Schevenstraße 49 und 51 ausgespart.

## Geschichte

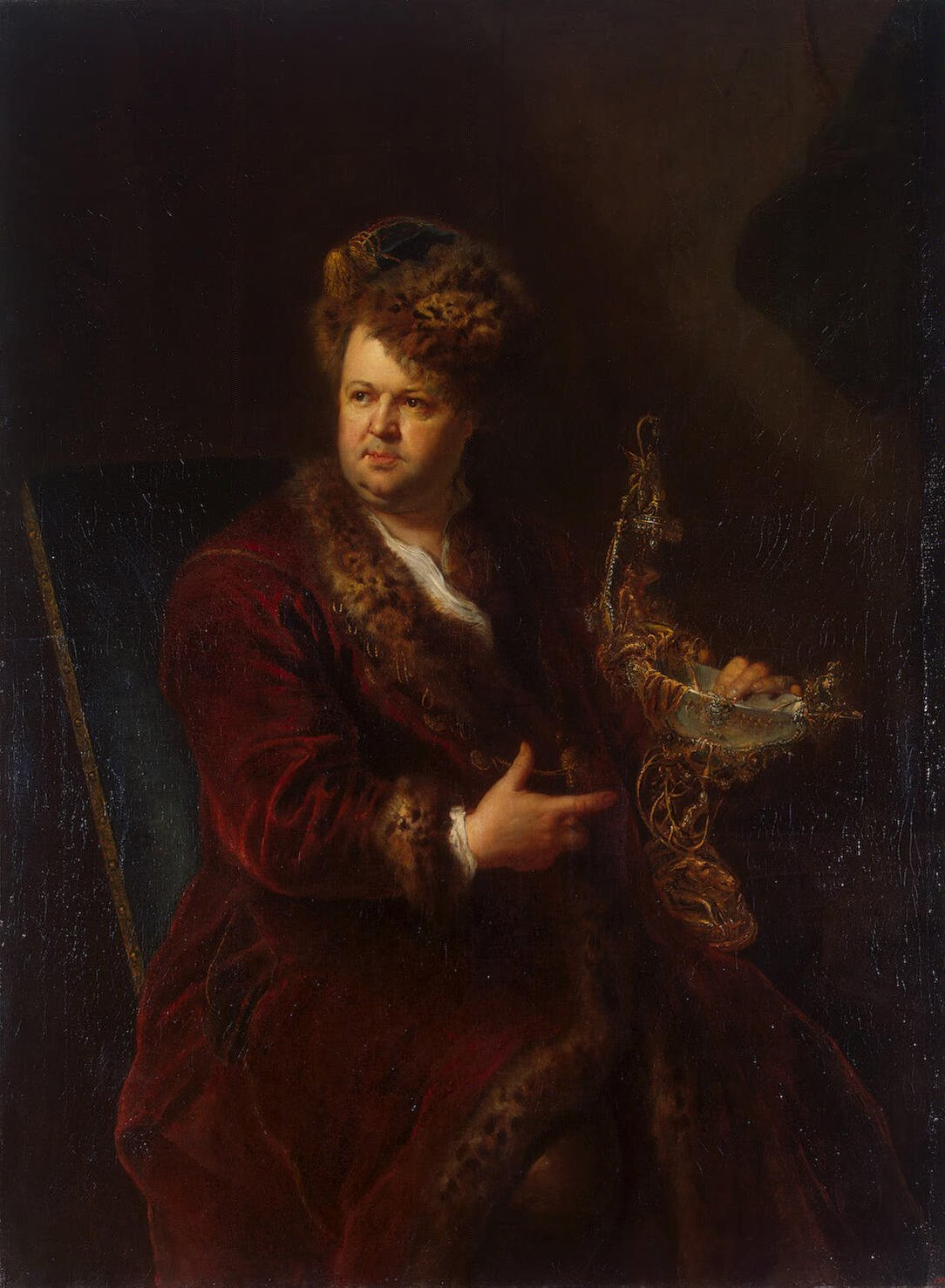
Johann Melchior Dinglinger, um 1721 porträtiert von Antoine Pesne

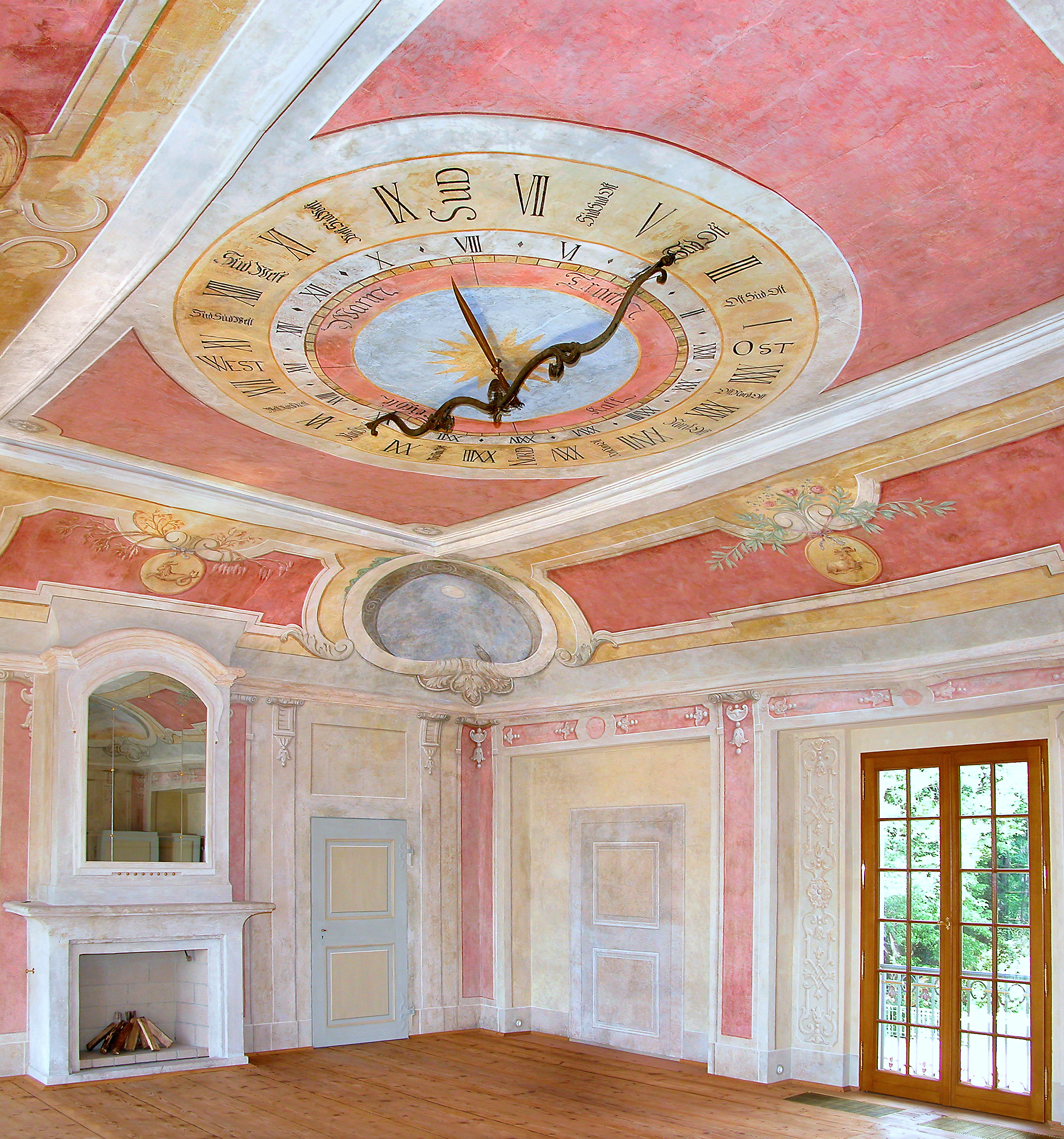
Saal im Obergeschoss des Landhauses nach der Sanierung (2007)

Ergänzend zu seinem prunkvollen Stadthaus in der Frauengasse am Neumarkt, „das wohl, wie kein andere seiner Zeit, das Gepräge eines Himmel und Erde erforschenden Menschengeistes bewahrte,“ erwarb Johann Melchior Dinglinger um 1700 das Grundstück am Elbhang in der Nähe von Loschwitz. Das in der ersten Hälfte des 17. Jahrhunderts erbaute Fachwerk-Winzerhaus ließ Dinglinger um einen barocken, sandsteinernen Südflügel erweitern. Größter Raum im Haus ist ein der Elbe zugewandter Saal. An dessen Decke befindet sich eine aufgemalte Windrose, auf der Zeiger, die mit einer um 1710 von Hofmechanikus Andreas Gärtner gefertigten Mechanik mit der Wetterfahne auf dem Dach verbunden sind, die Wetter, Windrichtung und -stärke anzeigen. Als Zar Peter der Große 1711 bei Dinglinger zu Besuch war, war er von der Apparatur derart angetan, dass dieser ihm eine Kopie anfertigen ließ, die noch heute in Sankt Petersburg erhalten ist.
Der Dresdner Hofmaler Christian Benjamin Müller (1690–1758) radierte eine Landschaft mit Dinglingers Weinberg.
Der Kaufmann Jean Souchay erwarb das Anwesen 1859. Um 1880 erwarb der Konsul Bruno Wunderlich, der 1883 auch das benachbarte Schloss Eckberg kaufte, das Grundstück. Seine Witwe wählte Dinglingers Weinberg als Witwensitz. Die Erben veräußerten das Weinbergsanwesen an die Familie von Watzdorf.
Knapp zwei Jahrhunderte nach Dinglingers Tod scheint die Position von Dinglingers Weinberg in Vergessenheit geraten zu sein. Bei seiner Beschreibung der Gebäude hat Cornelius Gurlitt 1904 zwar auf die Deckenkonstruktion hingewiesen und auf „die gleiche Einrichtung im Dinglinger’schen Hause“ in der Stadt verwiesen, zog jedoch keine Schlüsse über den früheren Besitzer. Anhand einer 1725 ausgestellten Urkunde bezüglich der auf Dinglingers Wunsch und durch den Kurfürst-König August II. erteilten Erweiterung des Weinbergs um einen schmalen Streifen am Mordgrund konnte Erna von Watzdorf 1940 „nun Dinglingers Weinberg mit Genauigkeit lokalisieren.“
Nach dem Zweiten Weltkrieg sowie in der DDR überstand das Haus, das einer weitverstreuten Erbengemeinschaft gehörte, die Bodenreform und Verstaatlichungen. Seit 1955 wohnte der Denkmalpfleger Hans Nadler bis zum Jahr 2002 zur Miete im Haus, das er, soweit möglich, aktiv vor dem Verfall bewahrte. Ab 1995 gab es eine ideologisch geführte, erbitterte Debatte über die geplante und 1996 vollzogene Übernahme des Grundstücks durch einen in Dresden ansässigen Notar von der Erbengemeinschaft, zu der auch das Deutsche-Bank-Vorstandsmitglied Carl Ludwig von Boehm-Bezing zählte. Nach mehrjährigen bauhistorischen Untersuchungen begann ab 2004 die denkmalgerechte Sanierung des Wohnhauses, bei der eingezogene Zwischenwände entfernt und der Haupteingang wieder an seinen ursprünglichen Platz versetzt wurde. Zwischenzeitlich wurde der Weinberg wieder hergerichtet und aufgerebt. Die erste Lese erfolgte 2002. Im Jahr 2014 erwarb das Eigentümerehepaar in Niedersachsen einen Sandsteinbrunnen aus der Zeit Dinglingers und ließ ihn vor dem Haus aufstellen.